# 山根正次郎
山根正次郎（やまね まさじろう、- ）は日本の建築家。日建設計工務で活動。元日建設計会長。工学博士。

## 代表作品
- CBCラジオスタジオ(1960)
- 厚生年金湯河原整形外科病院 (昭和31年度日本建築学会賞）
- 住友ビルディング（現・三井住友銀行大阪本店営業部、1962）
- 住友銀行備後町ビルデイング(1953)
- 公立豊岡病院(1955)

## 著書
- 聞き書 : 建築家 山根正次郎 －建築プロフェッションの原点を求めてー『建築ジャーナルブックレット2』建築ジャーナル,1996
- 学想関想. 1991
- 建築家のスケッチ集：日本建築学会関東支部, 1977